# Acharax johnsoni
Acharax johnsoni – gatunek morskiego, osiadłego małża z rodziny Solemyidae.
Muszla o wymiarach: długość 10 - 15 cm. Żyje na głębokości od 110 metrów do 3270 metrów. Odżywia się planktonem.